# Lista krzywych
Lista krzywych to alfabetyczny wykaz krzywych spotykanych w matematyce, fizyce i innych naukach ścisłych.

## Matematyka i fizyka
- asteroida
- brachistochrona
- cysoida
- cysoida Dioklesa
- cykloida
- deltoida
- elipsa
- epicykloida
- epitrochoida
- ewoluta
- ewolwenta
- hiperbola
- hipocykloida
- hipotrochoida
- kappa
- kardioida
- kassinoida
- klotoida
- konchoida
- konchoida Nikomedesa
- krzywa balistyczna
- krzywa Béziera
- krzywa cykliczna
- krzywa Fermata
- krzywa Gaussa
- krzywa Gospera
- krzywa Hilberta
- krzywa Jordana
- krzywa Kocha
- krzywa Lamé
- krzywa Lissajous
- krzywa łańcuchowa
- krzywa Moore’a
- Krzywa motylkowa (transcendentalna)
- krzywa nieprostowalna
- krzywa Peana
- krzywa pogoni
- krzywa prostowalna
- krzywa przejściowa
- krzywa Spiro
- krzywa stożkowa
- krzywa Sierpińskiego
- krzywa Z-porządku
- kwadratrysa
- lemniskata Bernoulliego
- lemniskata Bootha
- lemniskata Gerona
- listek Pascala
- liść Kartezjusza
- lok Agnesi
- łuk krzywej
- łuk regularny
- łuk zwykły
- nefroida
- odcinek
- okrąg
- owal Cassiniego
- owal Kartezjusza
- płatek Kocha
- parabola
- parabola Archimedesa
- parabola Neile’a
- parabola semikubiczna (półsześcienna)
- parabola sześcienna (kubiczna)
- podera
- prosta
- spirala Archimedesa
- spirala Cornu
- spirala Eulera
- spirala Fermata
- spirala hiperboliczna
- spirala logarytmiczna
- spirala paraboliczna
- strofoida
- superelipsa
- ślimak Pascala
- traktrysa
- traktoria
- trifolium
- trochoida
- wleczona

## Ekonomia
- krzywa BP
- krzywa IS
- krzywa jednakowego produktu
- krzywa kosztów całkowitych
- krzywa kosztów przeciętnych
- krzywa kosztu krańcowego
- krzywa krańcowej produkcyjności
- krzywa Laffera
- krzywa LM
- krzywa możliwości produkcyjnych
- krzywa obojętności
- krzywa Phillipsa
- krzywa podaży
- krzywa podaży globalnej (AS)
- krzywa podaży globalnej pracy (AJ)
- krzywa popytu
- krzywa popytu globalnego
- krzywa skłonności do podjęcia pracy (LF)
- krzywa społecznej korzyści krańcowej
- krzywa utargu krańcowego

Krzywe w ekonomii często występują parami (np. krzywa podaży i krzywa popytu). Ich punkty przecięcia wskazują wówczas na stany równowagi modelu ekonomicznego.

## Hydrogeologia
Źródło: Słownik hydrogeologiczny
- krzywa nomograficzna
- krzywa opadania wydatku źródła (krzywa wysychania źródła, krzywa regresji źródła)
- krzywa przejścia (krzywa przebicia)
- krzywa przepływu (krzywa konsumcyjna)
- krzywa stężenia (krzywa koncentracji)
- krzywa uziarnienia sumacyjna (krzywa granulometryczna, krzywa przesiewu)
- krzywa wydatku (krzywa pompowania)
- krzywa wysychania
- krzywa wzniosu
- krzywa wzorcowa
- profil depresji